# The Big Sky
The Big Sky (bra: O Rio da Aventura; prt: Céu Aberto) é um filme de faroeste norte-americano de 1952 estrelado por Kirk Douglas e dirigido por Howard Hawks.

## Elenco
- Kirk Douglas .... Jim Deakins
- Dewey Martin .... Boone Caudill
- Elizabeth Threatt .... Teal Eye
- Arthur Hunnicutt .... Zeb Calloway
- Buddy Baer .... Romaine
- Steven Geray .... Jourdonnais

## Prêmios e indicações
Óscar 1953 (EUA)
- Indicado ao Oscar de melhor ator coadjuvante (Arthur Hunnicutt) e melhor fotografia em preto e branco.